# Port lotniczy Zanzibar
Port lotniczy Zanzibar – międzynarodowy port lotniczy położony na wyspie Zanzibar. Jest jednym z największych portów lotniczych w Tanzanii. W 2014 obsłużył ponad 934 tys. pasażerów.

## Linie lotnicze i połączenia
| Linia Lotnicza        | Kierunek |
| --------------------- | --- |
| Air France            | 1. Paryż-Charles de Gaulle |
| Air Tanzania          | 1. Arusza 2. Dar es Salaam 3. Kilimandżaro 4. Pemba |
| Arkia Israel Airlines | Sezonowo: 1. Tel Awiw |
| As Salaam Air         | 1. Arusza 2. Dar es Salaam 3. Pemba 4. Tanga |
| Auric Air             | 1. Arusza 2. Dar es Salaam 3. Entebbe 4. Iringa 5. Kigali 6. Kilimandżaro 7. Masai Mara 8. Mafia 9. Mikumi 10. Pangani 11. Pemba 12. Ruaha 13. Saadani 14. Selous 15. Serengeti 16. Songea 17. Tanga |
| Azur Air              | Sezonowe czartery: 1. Kazań 2. Moskwa-Wnukowo 3. Nowosybirsk 4. Rostów nad Donem-Platov 5. Sankt Petersburg 6. Samara                                                                                |
| Coastal Aviation      | 1. Arusza 2. Dar es Salaam 3. Kilwa Masoko 4. Mafia 5. Jezioro Manyara 6. Mwanza 7. Pemba 8. Seronera 9. Tanga                                                                                       |
| Condor                | Sezonowo: 1. Frankfurt |
| Discover Airlines     | Sezonowo: 1. Frankfurt |
| Edelweiss Air         | Sezonowo: 1. Zurych |
| Enter Air             | Sezonowe czartery: 1. Katowice 2. Poznań |
| Ethiopian Airlines    | 1. Addis Abeba 2. Dar es Salaam |
| Etihad Airways        | Sezonowo: 1. Abu Zabi |
| Flightlink            | 1. Arusza 2. Dar es Salaam 3. Pemba 4. Seronera |
| Fly540                | 1. Mombasa 2. Nairobi |
| Flydubai              | 1. Dubaj |
| FlySafair             | 1. Johannesburg |
| Global Aviation       | Czartery: 1. Johannesburg |
| Hi Fly                | Sezonowe czartery: 1. Lizbona |
| Israir Airlines       | 1. Tel Awiw |
| Jambojet              | 1. Mombasa (od 1 lipca 2024) |
| Kenya Airways         | 1. Nairobi |
| KLM                   | 1. Amsterdam |
| LOT                   | Sezonowe czartery: 1. Praga 2. Warszawa-Okęcie |
| Malawi Airlines       | 1. Lilongwe |
| Neos                  | Sezonowo: 1. Bolonia 2. Mediolan-Malpensa 3. Rzym-Fiumicino 4. Werona |
| Nordwind Airlines     | Sezonowe czartery: 1. Moskwa-Szeremietiewo |
| Oman Air              | 1. Dar es Salaam 2. Maskat |
| Precision Air         | 1. Arusza 2. Dar es Salaam 3. Nairobi 4. Pemba |
| Qatar Airways         | 1. Doha |
| Regional Air Services | 1. Arusza |
| Safarilink Aviation   | 1. Mombasa 2. Nairobi-Wilson |
| Tropical Air          | 1. Dar es Salaam 2. Mbeya 3. Pemba |
| Turkish Airlines      | 1. Stambuł |
| Uganda Airlines       | 1. Entebbe |
| UTair Aviation        | Sezonowe czartery: 1. Moskwa-Wnukowo |
| World2Fly             | Sezonowe czartery: 1. Madryt |
| ZanAir                | 1. Arusza 2. Dar es Salaam 3. Pemba 4. Saadani 5. Selous |